# 第26回ラスベガス映画批評家協会賞
第26回ラスベガス映画批評家協会賞（26th Las Vegas Film Critics Society awards）は、2022年の映画を対象とした映画賞で、2022年12月12日に受賞者が発表された。

## 受賞結果
| 年間トップ10作品 | 年間トップ10作品 |
| --- | --- |
| 1. エブリシング・エブリウェア・オール・アット・ワンス 2. フェイブルマンズ 3. イニシェリン島の精霊 4. ナイブズ・アウト: グラス・オニオン 5. ザ・ホエール 6. TAR/ター 7. ボーンズ アンド オール 8. ウーマン・トーキング 私たちの選択 9. トップガン マーヴェリック 10. バルド、偽りの記録と一握りの真実                                  | |
| 作品賞 | 監督賞 |
| - エブリシング・エブリウェア・オール・アット・ワンス - イニシェリン島の精霊 - フェイブルマンズ - ザ・ホエール - ナイブズ・アウト: グラス・オニオン | - ダニエル・クワン&ダニエル・シャイナート - エブリシング・エブリウェア・オール・アット・ワンス - ダーレン・アロノフスキー - ザ・ホエール - バズ・ラーマン - エルヴィス - マーティン・マクドナー - イニシェリン島の精霊 - スティーヴン・スピルバーグ - フェイブルマンズ |
| 主演男優賞 | 主演女優賞 |
| - ブレンダン・フレイザー - ザ・ホエール：チャーリー - オースティン・バトラー - エルヴィス：エルヴィス・プレスリー - コリン・ファレル - イニシェリン島の精霊：パードリック - ガブリエル・ラベル - フェイブルマンズ：サミー・フェイブルマン - ビル・ナイ - 生きる LIVING：ミスター・ウィリアムズ                                        | - ミシェル・ヨー - エブリシング・エブリウェア・オール・アット・ワンス：エヴリン・ワン・クワン - ケイト・ブランシェット - TAR/ター：リディア・ター - オリヴィア・コールマン - エンパイア・オブ・ライト：ヒラリー - ダニエル・デッドワイラー - ティル：メイミー・ティル - ジェニファー・ローレンス - その道の向こうに：リンジー                                                          |
| 助演男優賞 | 助演女優賞 |
| - キー・ホイ・クァン - エブリシング・エブリウェア・オール・アット・ワンス：ウェイモンド・ワン - ポール・ダノ - フェイブルマンズ：バート・フェイブルマン - ブレンダン・グリーソン - イニシェリン島の精霊：コルム - ブライアン・タイリー・ヘンリー - その道の向こうに：ジェームズ - マーク・ライランス - ボーンズ アンド オール：サリー | - ジャネール・モネイ - ナイブズ・アウト: グラス・オニオン：ヘレン・ブランド、カサンドラ・“アンディ”・ブランド - ジェシー・バックリー - ウーマン・トーキング 私たちの選択：マリチ - ホン・チャウ - ザ・ホエール：リズ - ケリー・コンドン - イニシェリン島の精霊：シボーン - ジェイミー・リー・カーティス - エブリシング・エブリウェア・オール・アット・ワンス：ディアドラ・ボーベアドラ |
| 脚本賞 | 脚色賞 |
| - エブリシング・エブリウェア・オール・アット・ワンス - イニシェリン島の精霊 - フェイブルマンズ - NOPE/ノープ - TAR/ター | - ボーンズ アンド オール - 生きる LIVING - SHE SAID/シー・セッド その名を暴け - ザ・ホエール - ウーマン・トーキング 私たちの選択 |
| 撮影賞 | 編集賞 |
| - トップガン マーヴェリック - 西部戦線異状なし - バルド、偽りの記録と一握りの真実 - エンパイア・オブ・ライト - RRR | - エブリシング・エブリウェア・オール・アット・ワンス - イニシェリン島の精霊 - エルヴィス - ナイブズ・アウト: グラス・オニオン - トップガン マーヴェリック |
| 作曲賞 | 歌曲賞 |
| - ギレルモ・デル・トロのピノッキオ - THE BATMAN-ザ・バットマン- - フェイブルマンズ - ノースマン 導かれし復讐者 - ウーマン・トーキング 私たちの選択 | - 「Vegas」 - エルヴィス - 「リフト・ミー・アップ」 - ブラックパンサー/ワカンダ・フォーエバー - 「Ciao Papa」 - ギレルモ・デル・トロのピノッキオ - 「ナートゥ・ナートゥ」 - RRR - 「ホールド・マイ・ハンド」 - トップガン マーヴェリック |
| ドキュメンタリー映画賞 | アニメ映画賞 |
| - Bad Axe - ファイアー・オブ・ラブ 火山に人生を捧げた夫婦 - おやすみ オポチュニティ - デヴィッド・ボウイ ムーンエイジ・デイドリーム - ナワリヌイ | - ギレルモ・デル・トロのピノッキオ - バッドガイズ - マルセル 靴をはいた小さな貝 - 長ぐつをはいたネコと9つの命 - 私ときどきレッサーパンダ |
| 外国語映画賞 | 衣装デザイン賞 |
| - 西部戦線異状なし - アルゼンチン1985 〜歴史を変えた裁判〜 - 別れる決心 - EO イーオー - RRR | - エルヴィス - バビロン - ブラックパンサー/ワカンダ・フォーエバー - ノースマン 導かれし復讐者 - ウーマン・キング 無敵の女戦士たち |
| 美術賞 | 視覚効果賞 |
| - バビロン - アバター:ウェイ・オブ・ウォーター - ブラックパンサー/ワカンダ・フォーエバー - エルヴィス - エブリシング・エブリウェア・オール・アット・ワンス | - アバター:ウェイ・オブ・ウォーター - ブラックパンサー/ワカンダ・フォーエバー - エブリシング・エブリウェア・オール・アット・ワンス - ギレルモ・デル・トロのピノッキオ - トップガン マーヴェリック |
| アクション映画賞 | コメディ映画賞 |
| - トップガン マーヴェリック - アバター:ウェイ・オブ・ウォーター - ブラックパンサー/ワカンダ・フォーエバー - エブリシング・エブリウェア・オール・アット・ワンス - ノースマン 導かれし復讐者 | - ナイブズ・アウト: グラス・オニオン - イニシェリン島の精霊 - Bros - 逆転のトライアングル - マッシブ・タレント |
| ホラー/SF映画賞 | ファミリー映画賞 |
| - エブリシング・エブリウェア・オール・アット・ワンス - バーバリアン - ボーンズ アンド オール - NOPE/ノープ - パール | - ギレルモ・デル・トロのピノッキオ - バッドガイズ - 長ぐつをはいたネコと9つの命 - 私ときどきレッサーパンダ - Wendell & Wild |
| アンサンブル賞 | ブレイクアウト・フィルムメーカー賞 |
| - ナイブズ・アウト: グラス・オニオン - イニシェリン島の精霊 - ブラックパンサー/ワカンダ・フォーエバー - フェイブルマンズ - ウーマン・トーキング 私たちの選択 | - シャーロット・ウェルズ - Aftersun - ミミ・ケイヴ - フレッシュ - ジョン・パットン・フォード - エミリー・ザ・クリミナル - ニキャトゥ・ユース - Nanny - ドミー・シー - 私ときどきレッサーパンダ |
| 若手男優賞（21歳以下） | 若手女優賞（21歳以下） |
| - ガブリエル・ラベル - フェイブルマンズ - ジャリン・ホール - ティル - グレゴリー・マン - ギレルモ・デル・トロのピノッキオ - バンクス・レペタ - アルマゲドン・タイム ある日々の肖像 - メイソン・テムズ - ブラック・フォン | - フランキー・コリオ - Aftersun - ヴァネッサ・ブルクハルト - チャ・チャ・リアル・スムース - ソーチー・ゴメス - ドクター・ストレンジ/マルチバース・オブ・マッドネス - ジェナ・オルテガ - フォールアウト - セイディー・シンク - ザ・ホエール |
| ウィリアム・ホールデン生涯功労賞 | |
| - ジェイミー・リー・カーティス - アンジェラ・バセット - ニコラス・ケイジ - ヘンリー・セリック - ブルース・ウィリス | |

## 内訳
| 数 | 作品名                                             |
| -- | -------------------------------------------------- |
| 12 | エブリシング・エブリウェア・オール・アット・ワンス |
| 10 | イニシェリン島の精霊                               |
| 9  | フェイブルマンズ                                   |
| 6  | ザ・ホエール                                       |
| 6  | ナイブズ・アウト: グラス・オニオン                 |
| 6  | トップガン マーヴェリック                          |
| 6  | ギレルモ・デル・トロのピノッキオ                   |
| 6  | ブラックパンサー/ワカンダ・フォーエバー            |
| 5  | エルヴィス                                         |
| 4  | ウーマン・トーキング 私たちの選択                  |
| 3  | アバター:ウェイ・オブ・ウォーター                  |
| 3  | TAR/ター                                           |
| 3  | ボーンズ アンド オール                             |
| 3  | RRR                                                |
| 3  | ノースマン 導かれし復讐者                          |
| 3  | 私ときどきレッサーパンダ                           |
| 2  | 生きる LIVING                                      |
| 2  | ティル                                             |
| 2  | その道の向こうに                                   |
| 2  | ボーンズ アンド オール                             |
| 2  | NOPE/ノープ                                        |
| 2  | エンパイア・オブ・ライト                           |
| 2  | 西部戦線異状なし                                   |
| 2  | バルド、偽りの記録と一握りの真実                   |
| 2  | バッドガイズ                                       |
| 2  | 長ぐつをはいたネコと9つの命                        |
| 2  | バビロン                                           |
| 2  | Aftersun                                           |

| 数 | 作品名                                             |
| -- | -------------------------------------------------- |
| 8  | エブリシング・エブリウェア・オール・アット・ワンス |
| 3  | ナイブズ・アウト: グラス・オニオン                 |
| 3  | ギレルモ・デル・トロのピノッキオ                   |
| 2  | エルヴィス                                         |
| 2  | トップガン マーヴェリック                          |
| 2  | Aftersun                                           |